# 孙传清
孙传清，中国农业大学教授，主要从事水稻遗传方面的研究工作。担任《农业生物技术学报》等杂志编委，入选中华人民共和国教育部2009年度"长江学者"特聘教授、“百千万人才工程”国家级人才。曾就读于中国农业大学。